# The Third Twin
The Third Twin é uma dupla musical de French house formada pelos irmãos Yvan e Virgile de Homem-Christo, sobrinhos de Guy-Manuel de Homem-Christo, do Daft Punk.

## Discografia
| Álbum    | Data de lançamento |
| -------- | ------------------ |
| Homemade | 2010               |
| Direkttt | 2011               |
| LIVE     | 2011               |